# May Ephrussi
Pour les articles homonymes, voir Ephrussi.
Marie Juliette Elizabeth Amélie dite May Ephrussi, princesse de Faucigny-Lucinge, est née le 25 mars 1880 dans le 8e arrondissement de Paris, et, morte le 15 mai 1964 à Vaux-le-Pénil (Seine-et-Marne).

## Biographie
May Ephrussi est née en 1880 dans l'hôtel particulier de ses parents, le banquier Michel Ephrussi (en) et Amélie Wilhelmine Beer, 81, rue de Monceau. 
Elle épouse le 2 juillet 1901 à Vaux-le-Pénil (Seine-et-Marne) le prince Ferdinand de Faucigny-Lucinge (1868-1928), veuf avec un fils (Bertrand de Faucigny Lucinge) d'Elisa Cahen d'Anvers, fils du prince Charles de Faucigny Lucinge et de sa première épouse, Françoise de Sesmaisons.
Cette union entre un représentant de la meilleure aristocratie et la fille d'un banquier juif ne passe pas inaperçue en pleine affaire Dreyfus. Édouard Drumont publie à ce propos un article virulent intitulé : « Vraiment, vous accaparez, mon prince ! ».
« Le ménage marcha mal et, sans se séparer, vécut de manière indépendante, écrit Jean-Louis de Faucigny-Lucinge. [...] Tante May devint célèbre par son écurie de course et par ses folles dépenses de toilettes : une robe de chez Drecoll ou de chez Cheruit entraînait l'achat d'un sac à main chez Morabito, d'un chapeau chez Paulette, d'une ombrelle chez Briggs, sans compter les divers accessoires indispensables. Comme elle ne portait ses robes qu'une fois, ses femmes de chambre s'enrichissaient en les revendant. En août 1939, au bord de la guerre, le chroniqueur hippique Jean Trarieux raconte qu'on ne comprit vraiment la gravité de la situation qu'en voyant apparaître aux courses de Deauville la tante May dans une tenue qu'on lui connaissait déjà, d'où ce quatrain de circonstance :
Où allons-nous ? Tout est fini,
Le sol sous nos pas se dérobe.
La princesse de Faucigny
A mis deux fois la même robe.
Malgré son immense fortune, ma tante se ruina tant en toilettes qu'en chevaux, équipages et Rolls-Royce... » (Jean-Louis de Faucigny-Lucinge, Un gentilhomme cosmopolite, Paris, Perrin, 1990, p. 24-25)

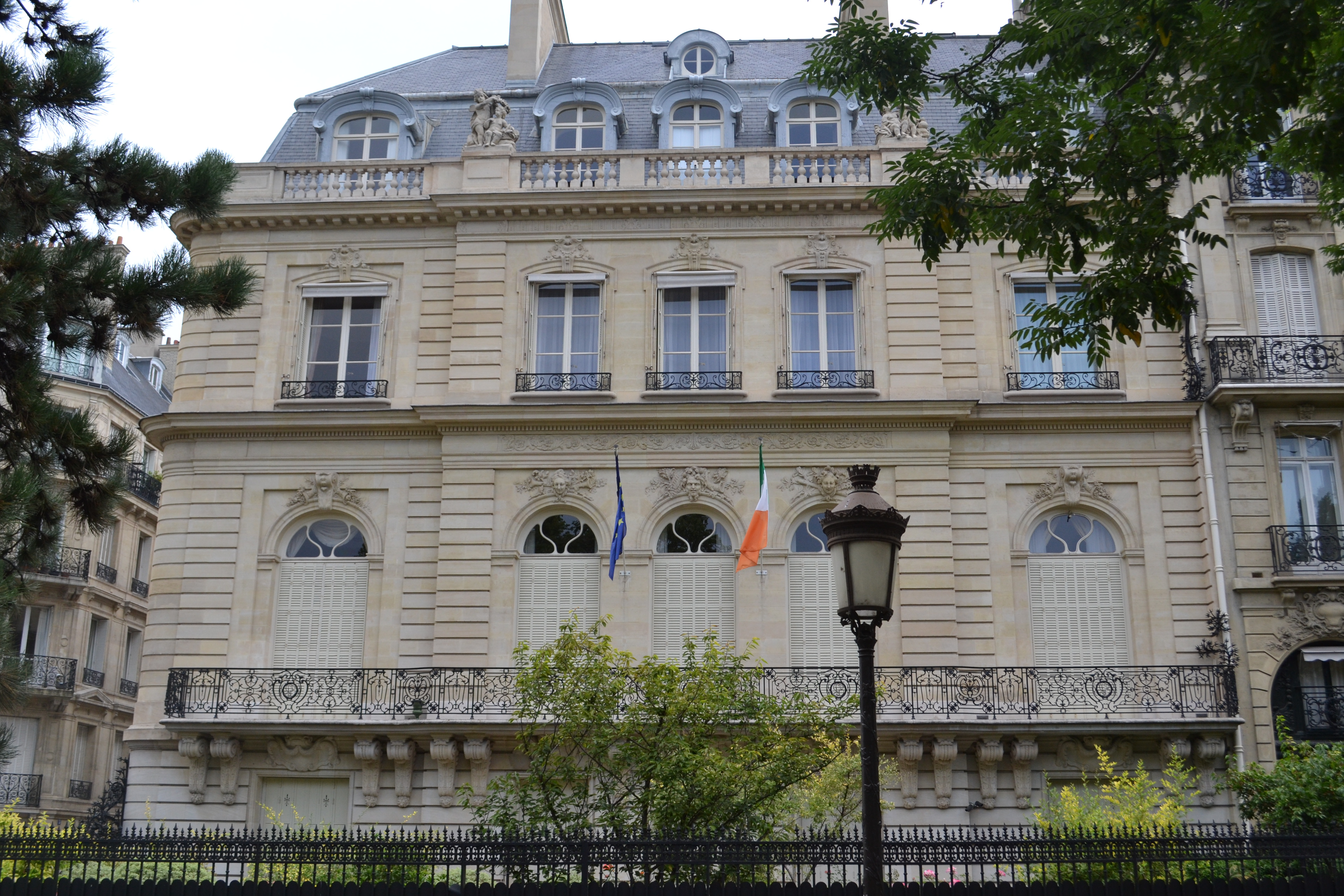
Hôtel de Breteuil avenue Foch qui appartint à la princesse de Faucigny-Lucinge.

En 1937, elle fait l'acquisition de l'hôtel de Breteuil, 12, avenue Foch à Paris, qu'elle revend en 1954. C'est aujourd'hui l'ambassade d'Irlande.
Elle repose au cimetière de Vaux-le-Pénil.

### Descendance
May de Faucigny Lucinge a deux enfants son mariage :
- princesse Béatrix de Faucigny Lucinge (Paris 16e, 3 octobre 1902 - Paris, 2 août 1990), mariée en 1920 avec le prince Amédée de Broglie (1891-1957), dont postérité : ils sont les parents du prince Jean de Broglie ;
- princesse Françoise de Faucigny Lucinge (Paris 16e, 28 mai 1908 - Condillac, 6 décembre 1996), mariée en 1928 avec le comte Mathieu de Durfort Civrac de Lorge (mariage dissous, sans postérité), puis en 1935 avec le comte Charles d'Andigné (1902-1977), dont postérité[3].